# Ерік-Емманюель Шмітт
Ері́к-Емманюе́ль Шмітт (фр. Éric-Emmanuel Schmitt; нар. 28 березня 1960, Сент-Фуа-ле-Ліон) — сучасний французький письменник, драматург, філософ. Живе у Брюсселі.

## Творча біографія
Відомий по всьому світу письменник і драматург. Доктор наук з філософії. Захистив дисертацію в 1986 році у Вищій школі Парижу на тему «Дідро і метафізика». Тривалий час викладав філософію у вищих навчальних закладах Франції, зокрема в Шербурзі.
Як письменник, Ерік-Емманюель Шмітт став відомим у 1991 році після публікації першої драматургічної роботи «Ніч у Валоні». Та світову славу йому приніс сценарій «Відвідувач», написаний у 1993 році, за який автор був нагороджений багатьма літературними і театральними преміями.
Ерік-Емманюель Шмітт, вихований батьками в дусі атеїзму, заявляв про те, що він агностик, але віднедавна відомий автор визнав важливість релігії в своїй творчості і оголосив себе християнином. Письменник є громадянином двох країн — Франції і Бельгії (з 2008 р.).
Твори Еріка-Емманюеля Шмітта перекладено 40 мовами світу та інсценовані у 50 країнах.

## Нагороди
- Премія «Квадрига» 2004 року[7]

### Романи
- The Sect of the Egoists (La secte des égoïstes, 1994)
- The Gospel According to Pilate (L'Évangile selon Pilate, 2000)
- The Alternative Hypothesis (La part de l'autre, 2001)
- When I Was a Work of Art (Lorsque j'étais une oeuvre d'art, 2002)
- Ma vie avec Mozart (2005)
- Ulysses from Bagdad (Ulysse from Bagdad, 2008)

### Новели
Цикл Невидимого (Le cycle de l'Invisible)
- Milarepa (1997)
- Пан Ібрагім та квіти Корану (Monsieur Ibrahim et les fleurs du Coran, 2001)
- Оскар і рожева пані (Oscar et la dame rose, 2002)
- Дитя Ноя (L'enfant de Noé, 2003)
- The Sumo Wrestler Who Could Not Gain Weight (Le Sumo qui ne pouvait pas grossir, 2009)
- Les dix enfants que Mme Ming n'a jamais eus (2012)

### Оповідання
- The Most Beautiful Book in the World (Odette Toulemonde et autres histoires, 2006)
- Мрійниця з Остенде (La Rêveuse d'Ostende, 2007)

### Автобіографія
- My Life with Mozart (Ma vie avec Mozart, 2005)

### Есе
- Diderot or the Philosophy of Seduction (Diderot ou la philosophie de la séduction, 1997)

### Театральні п'єси

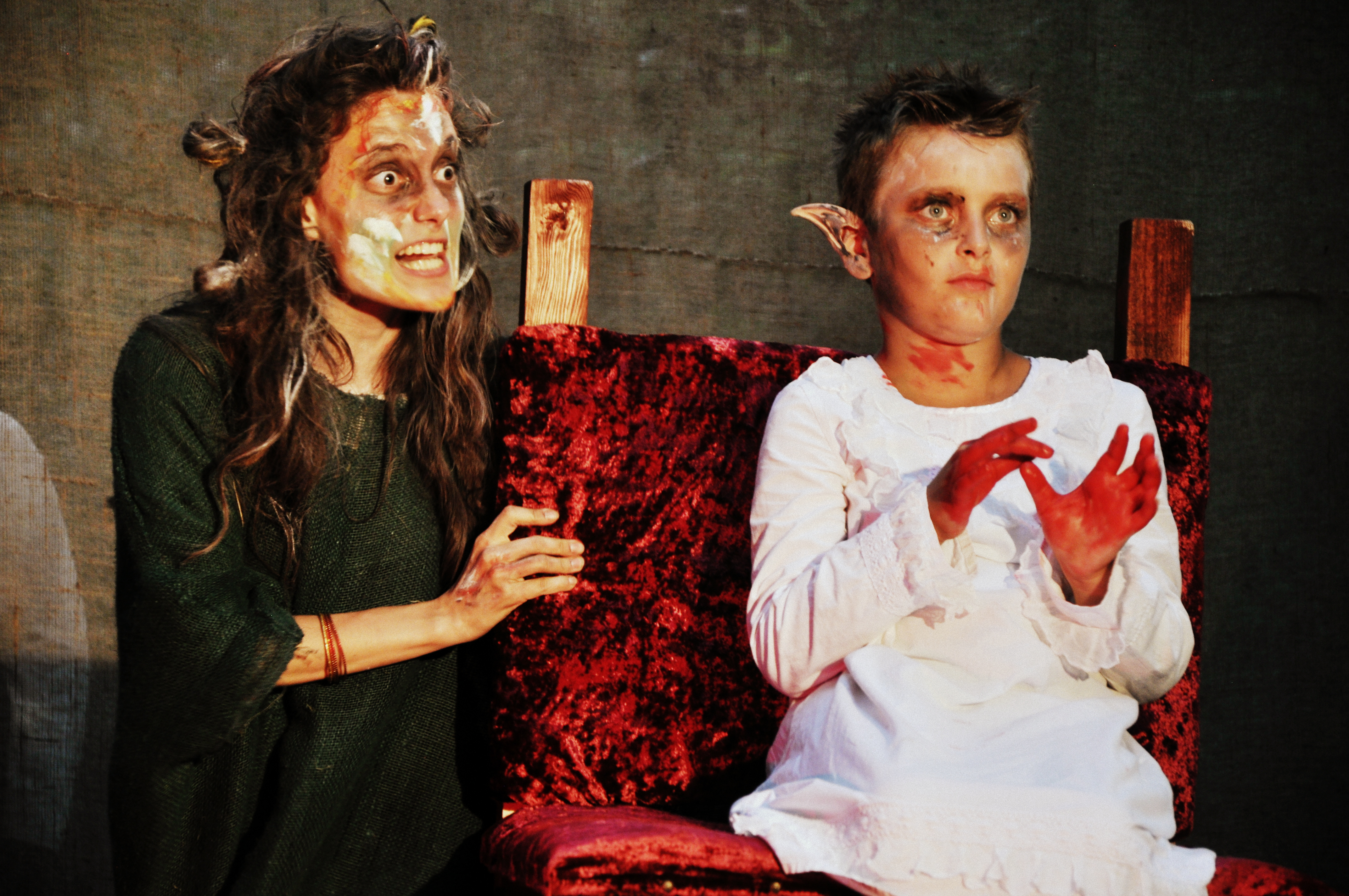
Вистава «Школа диявола» Чесного театру, 2017 р.

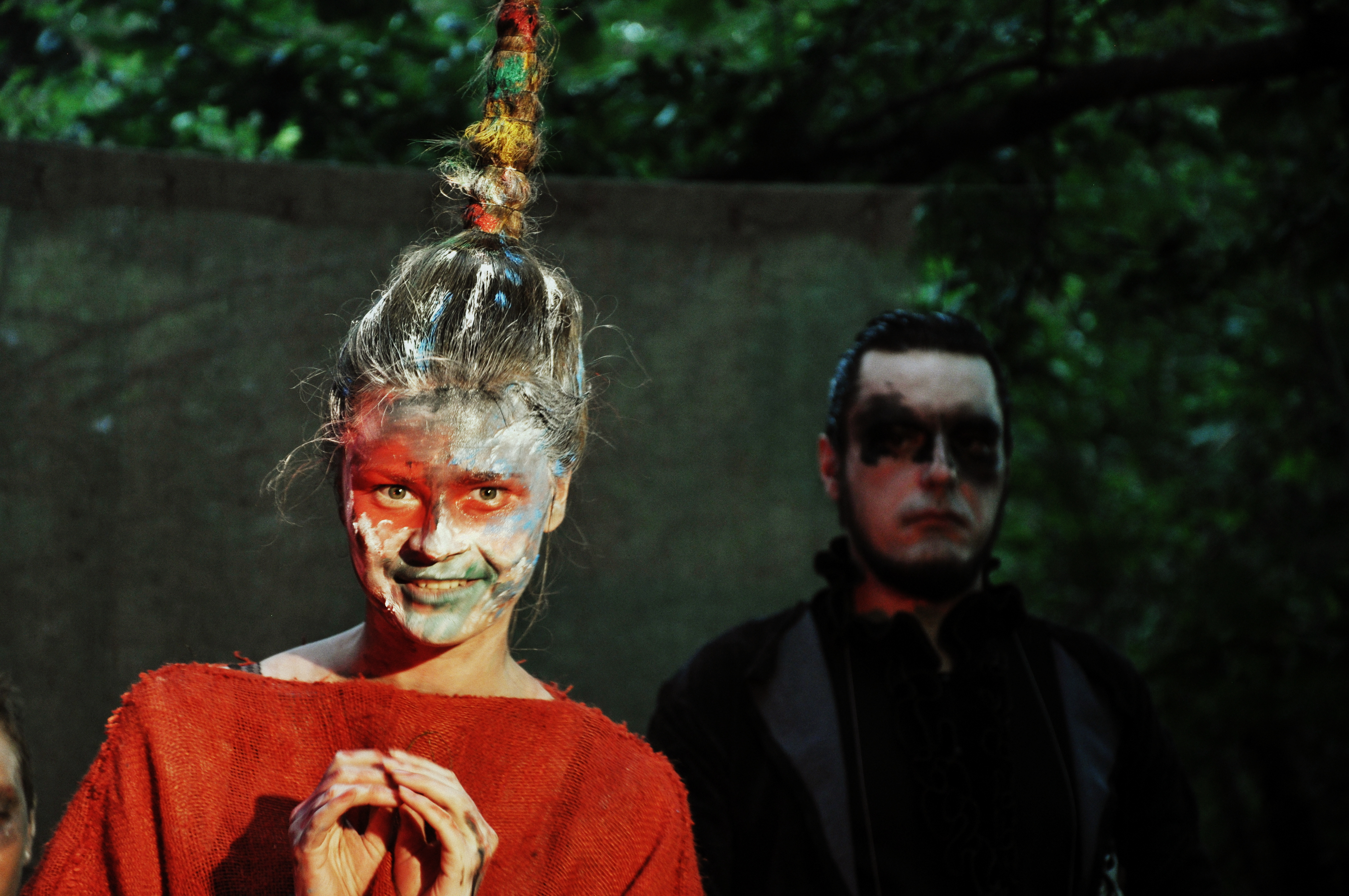
Вистава «Школа диявола» Чесного театру, 2017 р

- Don Juan on Trial (La nuit de Valognes, 1991)
- The Visitor (Le Visiteur, 1993)
- Golden Joe (Golden Joe, 1995)
- Загадкові варіації (Variations énigmatiques / Enigma Variations, 1996)
- The Libertine (Le Libertin, 1997)
- Фредерік, або Бульвар Злочину (Frédérick ou le Boulevard du Crime, 1998)
- The Devil's School (L'École du diable, 1999)
- Between Worlds (Hôtel des deux mondes, 1999)
- The Gag (Le Bâillon, 2000)
- One Thousand and One Days (Mille et un jours, 2001)
- Partners in crime (Petits crimes conjugaux, 2004)
- Sentimental Tectonics (La tectonique des sentiments, 2008)
- Le Bossu (from a novel by Paul Féval)

### Переклади опер
- Les Noces de Figaro
- Don Giovanni

## Українські переклади
- Загадкові варіації. Переклад з французької  Маркіяна Якубяка. - Львів: журнал Просценіум 2(6) 2003, Львівський національний університет імені Івана Франка.
- Фредерік, або Бульвар Злочину. Переклад Неди Нежданої
- Пан Ібрагім та квіти Корану. Переклад з французької Олени Борисюк. Львів, Кальварія, 2009. — 96 с. ISBN 978-966-663-267-1
- Оскар і рожева пані. Переклад з французької Олени Борисюк. Львів, Кальварія, 2009. — 96 с. ISBN 978-966-663-279-4
- Дитя Ноя. Переклад з французької Зої Борисюк. Львів, Кальварія, 2009. — 128 с. ISBN 978-966-663-266-4
- Ідеальне вбивство. Новела / З французької переклали Ірина Яремак та Люба Васильців // Всесвіт. - 2011, № 3-4. - С. 159-181
- Мрійниця з Остенде. Новели / Переклад з французької Зої Борисюк. - Львів: Кальварія, 2013. - 192 с. ISBN 978-966-663-403-3
- Двоє добродіїв із Брюсселя [Архівовано 2 лютого 2021 у Wayback Machine.] / переклад з французької Івана Рябчія — К.: Видавництво Анетти Антоненко, 2015. ISBN: 978-617-765-439-0
- Зрада Айнштайна [Архівовано 24 січня 2021 у Wayback Machine.] / переклад з французької Івана Рябчія. — К.: Видавництво Анетти Антоненко, 2016. — 192 с.
- Концерт пам’яті янгола [Архівовано 31 січня 2021 у Wayback Machine.] / переклад з французької Івана Рябчія. — К.: Видавництво Анетти Антоненко, 2017 - 160 c.
- Мадам Пилінська і таємниця Шопена [Архівовано 22 січня 2021 у Wayback Machine.] / переклад з французької Івана Рябчія. — К.: Видавництво Анетти Антоненко, 2019.
- Тектоніка почуттів [Архівовано 27 лютого 2021 у Wayback Machine.]  / переклад з французької Івана Рябчія. — К.: Видавництво Анетти Антоненко, 2020.